# Jamie Thomas
Jamie M. Thomas (Dothan, Alabama, 11 de outubro de 1974), skatista profissional, e presidente de uma das mais bem sucedidas distribuidoras de skate no mundo, a Black Box Inc., casa da Zero, Mystery, $lave skateboards e Fallen footwear.
Atualmente Jamie Thomas é casado e com dois filhos, e foi o responsável por influenciar muitos dos jovens skatistas de hoje, através de suas marcas, lançamento de vídeos, e demonstrações.